# Abkhasien
|  | Manglende infoboks Nogle af informationerne i denne artikel kunne med fordel samles eller opsummeres i en infoboks, som det anbefales i stilmanualen. |

Abkhasien (abkhasisk: Аҧсны Apsny, georgisk: აფხაზეთი Apkhazeti eller Abkhazeti, russisk: Абха́зия Abhazia) er en ikke-anerkendt stat med et areal på ca. 8.600 km² beliggende i Kaukasus. Hovedbyen hedder Sukhumi. Blandt andre byer kan nævnes Gagra ved Sortehavskysten, der især var kendt som et sovjetisk turistmål, samt Tkuartjal, en tidligere mineby. Den nuværende præsident for området siden valget i 2014 er Raul Khadjimba.
Abkhasien er et område i Georgien, men ses af få lande som et selvstændigt land og udgjorde før Sovjetunionens sammenbrud den Abkhasiske Autonome Sovjetrepublik (Abkhasiske ASSR) inden for den Georgiske SSR. Efter et oprør i 1990'erne har størsteparten af området de facto løsrevet sig fra resten af Georgien. Dette område styres i dag militært af Rusland. Abkhasien benytter den russiske rubel som betalingsmiddel. Siden 2006 har Rusland udstedt russiske pas til de russiske indbyggere i de russisk-kontrollerede områder.
Kodori-dalen i det sydøstlige af området og Gali-provinsen i det sydlige styres af den georgiske centralregering. Gali-provinsen er primært befolket af etniske georgiere. Udover løsrivelsesregeringen i Sukhumi findes desuden en rivaliserende pro-georgisk provinsregering, der opererer fra byen Chkhalta i den øvre del af Kodori-dalen, et område primært befolket af det med georgierne beslægtede Svan-folk.
Abkhasiens samlede folketal blev i 1989 opgjort til ca. 525.000, heraf 240.000 georgiere, 93.000 abkhasere, 80.000 russere, 77.000 armeniere og 15.000 grækere.
I forbindelse med kampe i den tidlige del af 1990'erne blev områdets etniske georgiere fordrevet fra størsteparten af Abkhasien, og oprørsregeringen afviser at lade dem vende tilbage til deres tidligere hjem. Ca. 40.000-60.000 etnisk georgiske flygtninge har siden 1998 bosat sig i Gali-provinsen, efter at dette område igen kom under centralregeringens kontrol.
Abkhasiens nuværende folketal er omstridt, men anslås til ca. 200.000.

## Stater der formelt har anerkendt Abkhasien og Sydossetien som uafhængige
Abkhasiens uafhængighed blev sammen med Sydossetien anerkendt af Rusland den 26. august 2008, senere har Nicaragua, Venezuela, og de tre små ø-stater i Stillehavet Nauru, Vanuatu og Tuvalu anerkendt de to regioner som selvstændige.